# Copa espanyola d'hoquei sobre patins femenina 2008
La tercera edició de la Copa espanyola d'hoquei patins femenina (en el moment anomenada Copa de la Reina) prengué part al Pavelló Olímpic de l'Ateneu Agrícola de la vila de Sant Sadurní d'Anoia el 23 i 24 de febrer de 2008. Els àrbitres destinats al campionat foren: Isaac Sanz (Astúries), Maria Teresa Martínez (Galícia), Esteve Grima (Catalunya), Francisco Moreno (País Valencià), Josep Antoni Ribó (Catalunya) i Juan José Argudo (País Valencià). L'organització edità 1500 exemplars d'una revista gratuïta de 48 pàgines amb informació de l'esdeveniment que repartí entre els assistents.
El canal esportiu de Televisió Espanyola, Teledeporte (Digital + i TDT) va emetre la final en diferit el dilluns 25 de febrer a les 15h. Per altra banda, altres mitjans de comunicació van fer una tasca de cobertura de la competició. A més a més del mitjans digitals oficials (www.fep.es i www.cenoia.com/copareina) es varen acreditar més de 30 periodistes. El Telenotícies migdia de TV3 va emetre el 23 de febrer un reportatge de la competició i, l'endemà, es va fer ressò de la final del campionat Arxivat 2008-02-28 a Wayback Machine..
Al llarg dels dos dies, l'organització del torneig va preparar una sèrie d'activitats com ara carpes informatives a l'exterior del recinte per conèixer més Sant Sadurní d'Anoia o un campionat 3x3, organitzat per l'Associació Internacional d'Hoquei Patins Femení, perquè els més petits poguessin practicar l'hoquei patins.
A les 11 hores del 5 de febrer es va dur a terme l'emparellament dels partits de quarts de final del campionat, al saló d'actes de Freixenet a Sant Sadurní d'Anoia. El sorteig no disposava de caps de sèrie, de manera que els resultats eren totalment aleatoris. L'acte el presidiren Carmelo Paniagua, president de la Reial Federació Espanyola de Patinatge, Joan Amat, batlle de Sant Sadurní d'Anoia, Jaume Esteve, president del Club Esportiu Noia, i Guillem Cabestany, entrenador de l'equip femení d'hoquei patins Noia Freixenet.
El 22 de febrer a la tarda es va celebrar una festa de benvinguda pels equips participants, amb una visita a les caves Freixenet (16:30h), una recepció oficial a l'Ajuntament per part de la batllessa accidental Maria Rosell (18:30h) i una festa de foc i música a la plaça de l'Ajuntament amb les entitats més representatives del folklore local (19:30h).

## Clubs participants
Els equips participants foren assignats per la RFEP, segons els mèrits esportius de cadascun.
- Alcorcón Parque Lisboa
- Biesca Gijón HC
- Dyser-Totgraf Igualada
- Noia Freixenet
- HC Raxoi
- Bionet Rivas
- Club Ureca
- Calzedonia Voltregà

## Competició

### Quadre de competició
|  | Quarts de final        | Quarts de final        |                        |   | Semifinals | Semifinals |  |  | Final | Final |
|  |                        |                        |                        |   |            |            |  |  |       |       |
|  | 23 de febrer 9:00 CET  |                        |                        |   |            |            |  |  |       |       |
|  |                        |                        |                        |   |            |            |  |  |       |       |
|  | Dyser Igualada         | 2                      |                        |   |            |            |  |  |       |       |
|  | Dyser Igualada         | 2                      | 23 de febrer 18:30 CET |   |            |            |  |  |       |       |
|  | CP Alcorcón            | 0                      |                        |   |            |            |  |  |       |       |
|  | CP Alcorcón            | 0                      | Dyser Igualada         | 0 |            |            |  |  |       |       |
|  | 23 de febrer 10:15 CET |                        | Dyser Igualada         | 0 |            |            |  |  |       |       |
|  |                        | Calzedonia Voltregà    | 2                      |   |            |            |  |  |       |       |
|  | Calzedonia Voltregà    | Calzedonia Voltregà    | 2                      | 5 |            |            |  |  |       |       |
|  | Calzedonia Voltregà    |                        | 24 de febrer 12:45 CET | 5 |            |            |  |  |       |       |
|  | Bionet Rivas           | 0                      |                        |   |            |            |  |  |       |       |
|  | Bionet Rivas           | 0                      | Calzedonia Voltregà    | 2 |            |            |  |  |       |       |
|  | 23 de febrer 11:30 CET |                        | Calzedonia Voltregà    | 2 |            |            |  |  |       |       |
|  |                        | Biesca Gijón HC        | 0                      |   |            |            |  |  |       |       |
|  | HC Raxoi               | Biesca Gijón HC        | 0                      | 2 |            |            |  |  |       |       |
|  | HC Raxoi               | 23 de febrer 19:45 CET |                        | 2 |            |            |  |  |       |       |
|  | Club Ureca             | 0                      |                        |   |            |            |  |  |       |       |
|  | Club Ureca             | 0                      | HC Raxoi               | 1 |            |            |  |  |       |       |
|  | 23 de febrer 12:45 CET |                        | HC Raxoi               | 1 |            |            |  |  |       |       |
|  |                        | Biesca Gijón HC        | 4                      |   | Final      | Final      |  |  |       |       |
|  | Noia Freixenet         | Biesca Gijón HC        | 4                      | 0 | Final      | Final      |  |  |       |       |
|  | Noia Freixenet         |                        | 24 de febrer 11:30 CET | 0 |            |            |  |  |       |       |
|  | Biesca Gijón HC        | 3                      |                        |   |            |            |  |  |       |       |
|  | Biesca Gijón HC        | 3                      | Dyser Igualada         | 1 |            |            |  |  |       |       |
|  |                        |                        |                        |   |            |            |  |  |       |       |
|  | HC Raxoi               | 0                      |                        |   |            |            |  |  |       |       |
|  | HC Raxoi               | 0                      |                        |   |            |            |  |  |       |       |

### Quarts de final
| 23 de febrer de 2008 9:00 |     |                        |                                                                          |
| Dyser-Totgraf Igualada    | 2-0 | Alcorcón Parque Lisboa | Pavelló Olímpic de l'Ateneu Agrícola Àrbitres: J.A. Ribó i M.T. Martínez |
| Gil 23' Soler 49'         |     |                        | Pavelló Olímpic de l'Ateneu Agrícola Àrbitres: J.A. Ribó i M.T. Martínez |

| 23 de febrer de 2008 10:15                       |     |              |                                                                   |
| Calzedonia Voltregà                              | 5-0 | Bionet Rivas | Pavelló Olímpic de l'Ateneu Agrícola Àrbitres: E. Grima i I. Sanz |
| Giudicci 11', 39', 43' Le Borgne 18' Barceló 26' |     |              | Pavelló Olímpic de l'Ateneu Agrícola Àrbitres: E. Grima i I. Sanz |

| 23 de febrer de 2008 11:30 |     |            |                                                                        |
| HC Raxoi                   | 2-0 | Club Ureca | Pavelló Olímpic de l'Ateneu Agrícola Àrbitres: J.A. Ribó i J.J. Argudo |
| Martínez 1' Reguera 13'    |     |            | Pavelló Olímpic de l'Ateneu Agrícola Àrbitres: J.A. Ribó i J.J. Argudo |

| 23 de febrer de 2008 12:45 |     |                   |                                                                        |
| Noia Freixenet             | 0-3 | Biesca Gijón HC   | Pavelló Olímpic de l'Ateneu Agrícola Àrbitres: M.T. Martínez i I. Sanz |
|                            |     | Lee 14', 16', 33' | Pavelló Olímpic de l'Ateneu Agrícola Àrbitres: M.T. Martínez i I. Sanz |

### Del cinquè al vuitè lloc
| 23 de febrer de 2008 16:00 |     |              |                                                |
| Alcorcón Parque Lisboa     | 4-0 | Bionet Rivas | Pavelló Olímpic de l'Ateneu Agrícola Àrbitres: |
| Currey (3) Rodríguez       |     |              | Pavelló Olímpic de l'Ateneu Agrícola Àrbitres: |

| 23 de febrer de 2008 17:15 |     |                                        |                                                |
| Club Ureca                 | 0-7 | Noia Freixenet                         | Pavelló Olímpic de l'Ateneu Agrícola Àrbitres: |
|                            |     | Torras (3) Rovira Salvador Tarrida (2) | Pavelló Olímpic de l'Ateneu Agrícola Àrbitres: |

### Semifinals
| 24 de febrer de 2008  | Dyser-Totgraf Igualada | 0-2     | Calzedonia Voltregà | Sant Sadurní d'Anoia                                                   |  |
| 18:30 CET Semifinal 1 |                        | Notícia | Le Borgne 10', 30'  | Pavelló Olímpic de l'Ateneu Agrícola María Teresa Martínez i F. Moreno |  |

| 24 de febrer de 2008  | HC Raxoi     | 1-5     | Biesca Gijón HC                   | Sant Sadurní d'Anoia                                         |  |
| 19:45 CET Semifinal 2 | Martínez 12' | Notícia | Lee 27', 30', 38' · B. García 33' | Pavelló Olímpic de l'Ateneu Agrícola J.A. Ribó i J.J. Argudo |  |

### Setè i vuitè lloc
| 24 de febrer de 2008 9:00 |     |            |                                                |
| Bionet Rivas              | 3-0 | Club Ureca | Pavelló Olímpic de l'Ateneu Agrícola Àrbitres: |
|                           |     |            | Pavelló Olímpic de l'Ateneu Agrícola Àrbitres: |

### Cinquè i sisè lloc
| 24 de febrer de 2008 10:15 |     |                |                                                |
| Alcorcón Parque Lisboa     | 1-6 | Noia Freixenet | Pavelló Olímpic de l'Ateneu Agrícola Àrbitres: |
|                            |     |                | Pavelló Olímpic de l'Ateneu Agrícola Àrbitres: |

### Tercer i quart lloc
| 24 de febrer de 2008 11:30 |     |          |                                                |
| Dyser-Totgraf Igualada     | 1-0 | HC Raxoi | Pavelló Olímpic de l'Ateneu Agrícola Àrbitres: |
| Del Moral 35'              |     |          | Pavelló Olímpic de l'Ateneu Agrícola Àrbitres: |

## Final
| Calzedonia Voltregà | 2‐0     | Biesca Gijón HC |
| ------------------- | ------- | --------------- |
| Barceló 7', 10'     | Notícia |                 |

| Calzedonia Voltregà | Biesca Gijón HC |

| #           | Pos. | Nom                  |  |
| ----------- | ---- | -------------------- |  |
| 1           | POR  | Laia Vives           |  |
| 2           | DEF  | Silvia Romero        |  |
| 3           | DAV  | Laia Jiménez         |  |
| 4           | DAV  | Carla Dorca          |  |
| 5           | DAV  | Cristina Barceló     |  |
| 6           | DEF  | Adeline Le Borgne    |  |
| 7           | MIG  | Anna Romero          |  |
| 9           | DAV  | Carla Giudicci       |  |
| 10          | POR  | Meritxell Puigdemunt |  |
| Entrenador  |      |                      |  |
| Raul Doblas |      |                      |  |

| Campió de la Copa de la Reina 2008 |
| ---------------------------------- |
| Calzedonia Voltregà Tercer títol   |
| MVP                                |
| Cristina Barceló                   |

| #               | Pos. | Nom                |  |
| --------------- | ---- | ------------------ |  |
| 10              | POR  | Christina Klein    |  |
| 2               | DEF  | Natasha Lee        |  |
| 3               | DAV  | María Martínez     |  |
| 4               | DEF  | Leticia Inestal    |  |
| 5               | DEF  | Sara González Lolo |  |
| 6               | DAV  | Bárbara García     |  |
| 7               | DEF  | Ainhoa García      |  |
| 8               | DAV  | Carla García       |  |
| 9               | DAV  | María Fernández    |  |
| 1               | POR  | Silvia Cadrecha    |  |
| Entrenador      |      |                    |  |
| Fernando Sierra |      |                    |  |

## Classificació final
| Equip | Equip                     | Pts | PJ | PG | PE | PP | GF | GC | DG  | Rend  |
| ----- | ------------------------- | --- | -- | -- | -- | -- | -- | -- | --- | ----- |
| 1r    | Calzedonia Voltregà       | 6   | 3  | 3  | 0  | 0  | 9  | 0  | +9  | 100%  |
| 2n    | Biesca Gijón HC           | 4   | 3  | 2  | 0  | 1  | 7  | 3  | +4  | 66,6% |
| 3r    | Dyser-Totgraf Igualada    | 4   | 3  | 2  | 0  | 1  | 3  | 2  | +1  | 66,6% |
| 4t    | HC Raxoi                  | 2   | 3  | 1  | 0  | 2  | 3  | 5  | -2  | 33,3% |
| 5è    | Noia Freixenet            | 4   | 3  | 2  | 0  | 1  | 13 | 4  | +9  | 66,6% |
| 6è    | CP Alcorcón Parque Lisboa | 2   | 3  | 1  | 0  | 2  | 5  | 8  | -3  | 33,3% |
| 7è    | Bionet Rivas              | 2   | 3  | 1  | 0  | 2  | 3  | 9  | -6  | 33,3% |
| 8è    | Club Ureca                | 0   | 3  | 0  | 0  | 3  | 0  | 12 | -12 | 0%    |